# Podhradie (okres Topoľčany)
Podhradie je obec v severozápadní části okresu Topoľčany v Nitranském kraji na západním Slovensku. Žije v něm 285 obyvatel.

## Historie
Podle archeologických nálezů bylo území obce osídleno ve starší době železné. Další nálezy dokládají lid lužické kultury a Velkomoravskou říši. První písemná zmínka o obci s původním názvem Hornouc (Hrnovce) pochází z roku 1245. V druhé polovině 13. století byl nad obcí postaven hrad Topoľčany, pod jehož správu patřilo až 26 vesnic. V roce 1390 je obec doložena jako Waralya a v roce 1598 jako Podhragy. V roce 1570 ve vsi stálo 26 usedlostí, v nichž žilo 38 rodin, které pěstovaly šafrán. V 18. století význam obce klesl, protože správa topoľčanského panství se přesunula do zámku v Tovarníkách. Následně se to projevilo i výrazným poklesem počtu obyvatel. V roce 1715 měla vinice a 29 domácností. V obci v roce 1787 žilo v osmdesáti domech 595 obyvatel a v roce 1828 žilo 363 obyvatel v 52 domech. Obec byla v roce 1913 přejmenovaná na Kövarhely. Hlavní obživou bylo zemědělství, tkalcovství pálení vápna a výroba dřevěného nářadí.
Od vzniku Československa se používá současný název obce – Podhradie. V průběhu SNP obyvatelé obce podporovali partyzány působící v oblasti Považského Inovce a mnozí se také přímo zapojili do bojů.
V letech 1976–1990 byla součástí obce Závada.
V obci je od roku 1967 římskokatolická kaple Panny Marie Královny.

## Přírodní poměry
Obec je vzdálena osmnáct kilometrů severozápadně od okresního města Topoľčany. Leží na jihovýchodních svazích pohoří Považský Inovec na rozhraní s Nitranskou pahorkatinou na horním toku potoka Slivnica pod turisticky atraktivní zříceninou Topoľčanského hradu. Území tvořené krystalickými horninami mezozoika leží v nadmořské výšce v rozmezí 223–943 m, střed obce je ve výšce 419 m. Lesní porosty jsou tvořeny dubobučinami a bučinami s příměsí javorů a jasanů. V katastrálním území obce se také nachází vrch Panská Javorina (943 m) s rozhlednou, přírodní rezervace Holé brehy a část rezervace Preliačina. Od roku 2020 přibyl chráněný areál Vinište.
Celková rozloha území obce je 30,1023 km², z toho v roce 2020 připadalo 10 % na zemědělskou půdu. Celkové využití půdy (2020): jedno procento orná půda, 86 % lesy. V roce 2023 připadalo 310,79 ha na zemědělskou půdu, z toho 43,12 % byla orná půda 11,72 ha zahrady a 254,58 ha travnatá plocha. Lesy zaujímaly 2601,15 ha, vodní plocha 7,93 ha a zastavěné plochy a nádvoří 27,19 ha.
Obec sousedí:
|                     | Zlatníky, Hôrka nad Váhom |         |
| Nová Lehota, Hrádok |                           | Prašice |
|                     | Závada, Tesáre, Bojná     |         |